# 조지 미커

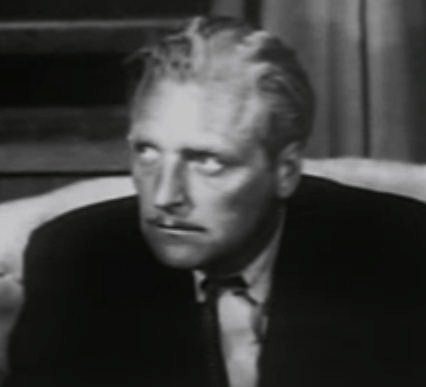

조지 미커(George Meeker, 1904년 3월 5일 ~ 1984년 8월 19일)는 미국의 영화배우, 연극 배우이다.
브루클린에서 태어났다.

## 영화
- 실버 트레일스 (1948년)
- 원 터치 오브 비너스 (1948년)
- 슈퍼맨 - 48년작 (1948년) - 드릴러 역
- 스매쉬업 (1947년)
- 이디 워즈 어 레이디 (1945년)
- 업 인 암스 (1944년)
- 드라큐라의 아들 (1943년)
- 성조기의 행진 (1942년)
- 카사블랑카 (1942년)
- 러브 크레이지 (1941년)
- 하이 시에라 (1941년)
- 스워니 리버 (1939년)
- 이스케이프 투 파라다이스 (1939년)
- 에브리씽스 온 아이스 (1939년)
- 포효하는 20년대 (1939년)
- 타잔 - 글렌 모리스 편 (1938년)
- 마리 앙투아네트 (1938년)
- 워킹 온 에어 (1936년)
- 오일 포 더 램프 오브 차이나 (1935년) - 빌 켄들 역
- 하이, 넬리! (1934년) - 지미 쉘던 역
- 엠마 (1932년)
- 네 아들 (1928년)